# Czyreń muszlowy

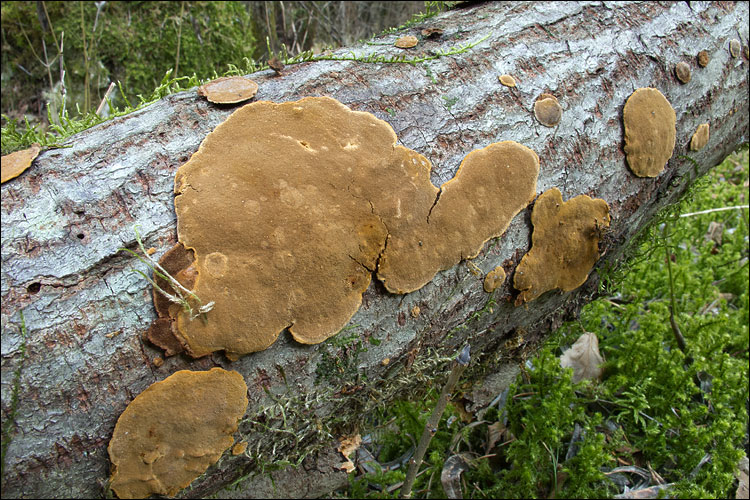

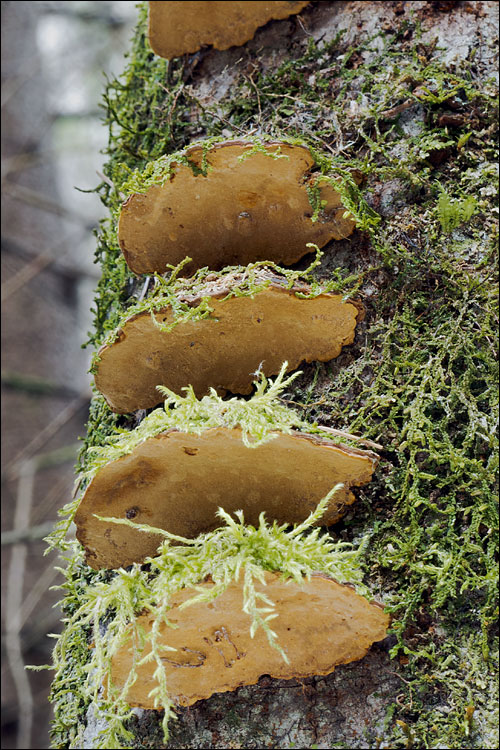
Owocniki na powierzchni pionowej

Czyreń muszlowy (Phellinopsis conchata (Pers.) Y.C. Dai) – gatunek grzybów z rodziny szczeciniakowatych (Hymenochaetaceae).

## Systematyka i nazewnictwo
Pozycja w klasyfikacji według Index Fungorum: Phellinopsis, Hymenochaetaceae, Hymenochaetales, Incertae sedis, Agaricomycetes, Agaricomycotina, Basidiomycota, Fungi.
Po raz pierwszy takson ten zdiagnozował w 1796 r. Christiaan Hendrik Persoon  nadając mu nazwę Boletus conchatus. Potem zaliczany był do różnych rodzajów. Obecną, uznaną przez Index Fungorum nazwę nadał mu  Y.C. Dai  w 2010 r.
Synonimów ma ponad 50. Niektóre z nich:
- Phellinus conchatus (Pers.) Quél. 1886
- Porodaedalea conchata (Pers.) Fiasson & Niemelä 1984

Nazwę polską nadał Stanisław Domański w 1967 r. (wówczas gatunek ten zaliczany był do rodzaju Phellinus (czyreń). Wcześniej przez polskich mykologów gatunek ten opisywany był jako huba muszlowa (M. Orłoś 1952) lub czyr muszlowaty (Teodorowicz 1936). Po przeniesieniu do utworzonego w 2010 r. rodzaju Phellinopsis wszystkie nazwy polskie są niespójne z nazwą naukową.

## Morfologia
Owocnik
Wieloletnia, rozpostarta i silnie przyrośnięta do podłoża huba. Sąsiednie owocniki często zlewają się z sobą, pokrywając duże powierzchnie. Gdy rośnie na powierzchniach pionowych zwykle tworzy owocniki rozpostarto-odgięte. Odgięte części owocnika mają wówczas do 5 cm szerokości. Cały owocnik osiąga grubość do 0,5 cm. Górna powierzchnia nierówna, u młodych okazów filcowata, szorstka, u starszych gładka, o grubej skórce i barwie od ciemnobrązowej do brązowoczarnej, koncentrycznie strefowana i bruzdowana. Brzeg jest płonny, o szerokości do 1 mm, ostry, gładki. Miąższ trwały, korkowaty. Hymenofor rurkowaty o powierzchni guzowatej, pofałdowanej i barwie od jasnobrązowej do rdzawej. Rurki mają długość 1–3 mm i tworzą kilka niewyraźnych warstw. Pory okrągłe lub kanciaste, o średnicy 0,1–0,25 mm, w liczbie 3–6 na mm. W hymenium znajdują się proste, szydłowate, grubościenne, brązowe szczecinki zakończone bezbarwnym wierzchołkiem. Mają długość 15–50 μm i średnicę 5–8 μm.   
Cechy mikroskopijne
System strzępkowy dimityczny. Strzępki generatywne z prostymi przegrodami. W kontekście strzępki generatywne hialinowe (pozbawione barwnika), cienkościenne, często rozgałęzione, o średnicy 1,5–2,5 μm, strzępki szkieletowe grubościenne, z cienkim tylko prześwitem, nierozgałęzione, rdzawobrązowe, o średnicy 2,2–3,8 μm. W rurkach strzępki generatywne hialinowe, czasami rozgałęzione, o średnicy 1,5–2,5 μm z prostymi przegrodami. Dominują żółtobrązowe nierozgałęzione i splątane strzępki szkieletowe o średnicy 2–3,5 μm. Podstawki maczugowate, z czterema sterygmami i prostą sprzążką bazalną. Bazydiole kształtem podobne do podstawek, ale mniejsze. Zarodniki szerokoelipsoidalne, początkowo hialinowe, z wiekiem bladożółtawe, dość grubościenne, gładkie, o rozmiarach (4,9) 5–6 (6,2) × (3,9) 4,1–5 (5,1) μm.

## Występowanie i siedlisko
Występuje w Ameryce Północnej, Europie, Azji i Australii. W Europie jest szeroko rozprzestrzeniony. W piśmiennictwie naukowym na terenie Polski do 2003 r. podano dość liczne stanowiska. Jest rozpowszechniony, ale niezbyt częsty.
Występuje w lasach liściastych i mieszanych, w ogrodach, szczególnie na terenach podmokłych. W Polsce najczęściej rozwija się na wierzbie, ale także na grabie, bzie czarnym, lilaku, wiązie, w innych krajach występuje także na klonie wielkolistnym, olszy szarej, brzozie papierowej, topoli kalifornijskiej.

## Znaczenie
Saprotrof i pasożyt rozwijający się na martwym drewnie, ale także na żywych drzewach, które infekuje poprzez rany. Powoduje białą zgniliznę drewna, głównie twardzieli. Ochrona polega na zabezpieczaniu ran fungicydami. 
W Hongkongu jest grzybem jadalnym.

## Gatunki podobne
Zazwyczaj jest łatwy do odróżnienia od innych czyreni. Czasami, gdy tworzy oddzielne, kopytkowate owocniki może być pomylony z czyreniem ogniowym (Phellinus igniarius), który również rośnie na wierzbie. Mikroskopowo odróżnia się od niego dużymi i często zdeformowanymi szczecinkami.